# ألبرت دوز
ألبرت دوز (بالإنجليزية: Albert Dawes)‏ (23 أبريل 1907 في المملكة المتحدة - 23 يونيو 1973 في المملكة المتحدة) هو لاعب كريكت ولاعب كرة قدم إنجليزي في مركز الهجوم. لعب مع كريستال بالاس ونادي لوتون تاون ونادي نورثامبتون تاون ونادي ألدرشوت ونادي مقاطعة نورثامبتونشير للكريكت ‏.